# Crystal Aikin
Crystal Renee Aikin (Tacoma, 21 settembre 1974) è una cantautrice statunitense.

## Biografia
Dopo aver fatto parte di alcuni gruppi musicali locali, Crystal Aikin è salita alla ribalta vincendo la prima edizione di Sunday Best nel 2007. Due anni più tardi è stato pubblicato il suo album di debutto eponimo, piazzatosi in 174ª posizione nella Billboard 200 e alla 3ª della Gospel Albums. Nel 2010 ha vinto uno Stellar Award come Miglior nuova artista dell'anno ed ha ricevuto una candidatura al GMA Dove Award nella medesima categoria.
Nel 2015 è uscito l'EP All I Need, arrivato all'8º posto della Gospel Albums.

## Discografia

### Album in studio
- 2009 – Crystal Aikin

### EP
- 2015 – All I Need

### Singoli

#### Come artista principale
- 2008 – I Desire More
- 2011 – Silent Night
- 2021 – He Can Handle It

#### Come artista ospite
- 2018 – Show Yourself Again (Jason Wright and the Master's Touch feat. Crystal Aikin)
- 2019 – When You Believe (Calvary Worship feat. Crystal Aikin)
- 2019 – Need You (Tolu feat. Keke Boyd e Crystal Aikin)
- 2020 – Wonderful Child (Remix) (Sam Roberts & the Levites Assembly feat. Crystal Aikin)